# John Park
John Andrew Park (hangul= 박성규/Park Sung Kyu, hanja= 朴成奎), más conocido como John Park (hangul: 존박), es un cantante y compositor estadounidense de ascendencia surcoreana. Park participó en la temporada 9 del programa American Idol dónde quedó como semifinalista (puesto 20). También participó de Superstar K obteniendo el segundo lugar. Está afiliado a Music Farm Entertainment.

## Biografía
Estudió en la Universidad del Noroeste (en inglés: "Northwestern University") donde se especializó en economía.
El 15 de enero de 2021 se anunció que había dado positivo asintomático para COVID-19 y que se encontraba en una instalación de cuarentena, siguiendo las directrices de la Agencia de Prevención y Control de Enfermedades de Corea. Poco después, en febrero del mismo año, su agencia anunció que había dado negativo en COVID-19 y había sido dado de alta de la instalación de cuarentena el 24 de enero del mismo año y que ahora se encontraba sano y salvo.
El 8 de abril de 2022, en su cuenta oficial de instagram anunció que estaba comprometido con su novia con quien llevaba saliendo por un año y quien no forma parte del medio de entretenimiento, así mismo su agencia Music Farm anunció que la boda sería celebrada el 12 de junio de 2022.

## Carrera
En el 2010 participó en la novena temporada del programa americano American Idol donde fue eliminado durante la segunda semana de las semifinales. Ese mismo año concursó en el programa de canto surcoreano Superstar K2 donde quedó en segundo lugar. 
En 2013 apareció por primera vez como invitado en el popular programa de variedades surcoreano Running Man formando equipo con Lee Kwang-soo durante el episodio no.159, John apareció nuevamente en el 2014 durante los episodios no.179-180 formando equipo nuevamente con Lee Kwang-soo y finalmente en el 2015 formó parte del equipo "Mission Team" junto a Kim Jong-kook, Song Ji-hyo, Rap Monster, Yoo Jae-suk, Ha-ha, Lee Kwang-soo, Ji Suk-jin, Kyuhyun y Ye-eun), durante el episodio no.265.
El 9 de julio de 2013 se unió al elenco del programa Cool Kiz on the Block (también conocida como "Our Neighborhood Arts and Physical Education") donde participó durante el deporte de Bádminton junto a Kang Ho-dong, Lee Soo-geun, Max Changmin, Jo Dal-Hwan, Nichkhun, Hwang Chan-sung, Feeldog, Lee Jong-soo y Lee Mangi hasta el 17 de septiembre del 2013, nuevamente participó en el deporte durante los días 7 y 14 de enero del mismo año. El 15 de octubre del 2013 participó durante el deporte de Baloncesto junto a Kang Ho-dong, Max Changmin, Park Jin-young, Julien Kang, Seo Ji-seok, Lee Hye-jeong, Kim Hyeok y Shin Yongjae, hasta el 4 de febrero del mismo año. Posteriormente apareció nuevamente en marzo del 2014 ahora participando durante el deporte de Taekwondo junto a Kang Ho-dong, Feeldog, Seo Ji-seok, Hwang Chan-sung, Hoya, Julien Kang, Kim Yeon-woo, Hyeonje, Nahyeon, Jihae y Jonggyeom hasta abril del mismo año.
En 2015 realizó una aparición especial en un episodio de la serie Plus Nine Boys donde interpretó a un jurado de la competencia de baile que el pequeño Dong Gu (Choi Ro-un) trata de pasar.
En el 2017 participó en el concurso de canto King of Mask Singer donde se presentó bajo el alias de "Voice Blue Ocean Marine Boy".
A finales de abril de 2021 anunció que regresaría con nueva música el 3 de mayo del mismo año con "Daydreamer".

## Filmografía

### Programas de televisión
| Año                     | Programa                            | Notas                                                                                           |
| ----------------------- | ----------------------------------- | ----------------------------------------------------------------------------------------------- |
| 2019                    | Busted! Season 2                    | Ep. #4 - invitado                                                                               |
| 2018                    | Busted!                             | Ep. #6 - invitado                                                                               |
| 2017                    | King of Mask Singer                 | panelista invitado 2 episodios (Ep. 115-116) - "Voice Blue Ocean Marine Boy" - concursante      |
| 2017                    | Politics Desk Meeting               | invitado                                                                                        |
| 2017                    | Radio Star                          | presentador invitado invitado                                                                   |
| 2011 - 2014, 2016, 2017 | Yoo Hee Yeol's Sketchbook           | 15 episodios - (Ep. 120-123, 126, 134, 144, 163, 185, 196, 227, 242, 329, 353 y 369) - invitado |
| 2017                    | Knowing Bros (Ask Us Anything)      | ep. #80 - invitado                                                                              |
| 2017                    | Cultwo Show                         | invitado                                                                                        |
| 2016                    | Please Take Care of My Refrigerator | 2 episodios (Ep. 88-89) - invitado                                                              |
| 2016                    | I Can See Your Voice                | Ep. #8 (temporada 3) - invitado                                                                 |
| 2013, 2015, 2016        | Happy Together                      | 4 episodios                                                                                     |
| 2013, 2014, 2015        | Running Man                         | 4 episodios - (Ep. #159, 179-180 y 265) - invitado                                              |
| 2015                    | Infinite Challenge                  | invitado                                                                                        |
| 2015                    | 2 Days & 1 Night                    | 3 episodios (Ep. 412-414) - invitado                                                            |
| 2015                    | Two Yoo Project                     | invitado                                                                                        |
| 2014                    | Hidden Singer 3                     | invitado                                                                                        |
| 2014                    | Witch Hunt                          | invitado                                                                                        |
| 2014                    | Laws of the City                    | miembro                                                                                         |
| 2014                    | Gag Concert                         | invitado                                                                                        |
| 2013 - 2014             | Cool Kiz on the Block               | 34 episodios - (Ep. #14-15, 17-24, 28-43, 46-52 + especial) - miembro                           |
| 2013                    | I Live Alone                        | Ep. 24 - invitado                                                                               |
| 2012                    | Immortal Songs 2                    | invitado                                                                                        |
| 2012                    | Hello Counselor                     | Ep. 69 - invitado                                                                               |
| 2011                    | Kimchi Chronicles                   | episodio "The Rice Chronicles"                                                                  |
| 2010 - 2011             | American Idol                       | 7 episodios - concursante                                                                       |
| 2010                    | Superstar K2                        | concursante                                                                                     |
| 2010                    | The Triple                          | episodio "The Triple Gets a Stalker"                                                            |

### Presentador
| Año         | Programa         | Notas       |
| ----------- | ---------------- | ----------- |
| 2016 - 2017 | Secretly Greatly | presentador |

### Series de Televisión
| Año  | Título                  | Personaje     | Notas       |
| ---- | ----------------------- | ------------- | ----------- |
| 2015 | Perseverance Goo Hae Ra | -             | 2 episodios |
| 2014 | Plus Nine Boys          | Juez de Baile | -           |

### Radio
| Año  | Programa                           | Notas    |
| ---- | ---------------------------------- | -------- |
| 2015 | Kim Shin Young's Noon Song of Hope | invitado |

### Anuncios
| Año  | Título                 | Notas                  |
| ---- | ---------------------- | ---------------------- |
| 2012 | Laneige - Amorepacific | apareció en el anuncio |
| 2010 | Samsung Galaxy         | apareció en el anuncio |
| 2010 | Orbis                  | apareció en el anuncio |
| 2010 | Lowe Alpine            | apareció en el anuncio |

## Música
- Understand (2018).[24]

### Colaboraciones
| Año  | Intérprete(s)          | Canción                         | Álbum | Notas  |
| ---- | ---------------------- | ------------------------------- | ----- | ------ |
| 2021 | John Park & Jeon Mi-do | Postponing Each Other All Night | -     | [ 25 ] |

## Premios y nominaciones
| Año  | Categoría                        | Premio                       | Programa / Canción    | Resultado |
| ---- | -------------------------------- | ---------------------------- | --------------------- | --------- |
| 2013 | Show/Variety Male Newcomer Award | 12th KBS Entertainment Award | Cool Kiz on the Block | Ganó      |
| 2012 | Best New Male Solo Artist        | 2nd Gaon Chart K-Pop Award   | "Falling"             | Ganó      |